# Fu Yuanhui
Fu Yuanhui (Anji, 7 januari 1996) is een Chinese zwemster. Ze vertegenwoordigde haar vaderland op de Olympische Zomerspelen 2012 in Londen en op de Olympische Zomerspelen 2016 in Rio de Janeiro.

## Carrière
Bij haar internationale debuut, op de Olympische Zomerspelen van 2012 in Londen, eindigde Fu als achtste op de 100 meter rugslag. Op de wereldkampioenschappen kortebaanzwemmen 2012 in Istanboel werd de Chinese uitgeschakeld in de series van de 100 meter rugslag. Op de 4x100 meter wisselslag zwom ze samen met Sun Ye, Jiao Liuyiang en Wang Haibing in de series, in de finale eindigde Sun samen met Zhou Yanxin, Lu Ying en Tang Yi op de vijfde plaats.
Tijdens de wereldkampioenschappen zwemmen 2013 in Barcelona veroverde Fu de zilveren medaille op de 50 meter rugslag, daarnaast eindigde ze als vijfde op de 100 meter rugslag. Samen met Sun Ye, Lu Ying en Tang Yi eindigde ze als vierde op de 4x100 meter wisselslag.
In Incheon nam de Chinese deel aan de Aziatische Spelen 2014. Op dit toernooi sleepte ze de gouden medaille in de wacht op zowel de 50 als de 100 meter rugslag, daarnaast eindigde ze als achtste op de 200 meter rugslag.
Op de wereldkampioenschappen zwemmen 2015 in Kazan sleepte ze de wereldtitel in de wacht op 50 meter rugslag, op de 100 meter rugslag strandde ze in de halve finales. Op de 4x100 meter wisselslag legde ze samen met Shi Jinglin, Lu Ying en Shen Duo beslag op de wereldtitel.
Tijdens de Olympische Zomerspelen van 2016 in Rio de Janeiro veroverde Fu, ex aequo met de Canadese Kylie Masse, de bronzen medaille op de 100 meter rugslag. Samen met Shi Jinglin, Lu Ying en Zhu Menghui eindigde ze als vierde op de 4x100 meter wisselslag.

## Internationale toernooien
| Jaar | Olympische Spelen                   | WK langebaan                                         | WK kortebaan                                                  | PanPacs       | Aziatische Spelen                            |
| ---- | ----------------------------------- | ---------------------------------------------------- | ------------------------------------------------------------- | ------------- | -------------------------------------------- |
| 2012 | 8e 100m rugslag                     |                                                      | 30e 100m rugslag 5e 4x100m wisselslag Fu zwom enkel de series |               |                                              |
| 2013 |                                     | 50m rugslag · 5e 100m rugslag · 4e 4x100m wisselslag |                                                               |               |                                              |
| 2014 |                                     |                                                      | geen deelname                                                 | geen deelname | 50m rugslag · 100m rugslag · 8e 200m rugslag |
| 2015 |                                     | 50m rugslag · 12e 100m rugslag · 4x100m wisselslag   |                                                               |               |                                              |
| 2016 | 100m rugslag · 4e 4x100m wisselslag |                                                      | 6-11 december                                                 |               |                                              |

## Persoonlijke records
Bijgewerkt tot en met 4 augustus 2013
Kortebaan
| Afstand      | Tijd  | Datum           | Plaats |
| ------------ | ----- | --------------- | ------ |
| 50m rugslag  | 26,43 | 24 oktober 2014 | Peking |
| 100m rugslag | 58,37 | 25 oktober 2014 | Peking |

Langebaan
| Afstand      | Tijd    | Datum           | Plaats         |
| ------------ | ------- | --------------- | -------------- |
| 50m rugslag  | 27,11   | 6 augustus 2015 | Kazan          |
| 100m rugslag | 58,76   | 8 augustus 2016 | Rio de Janeiro |
| 200m rugslag | 2.08,84 | 30 januari 2015 | Perth          |